# Amane Beriso
Amane Beriso Shankule, née le 13 octobre 1991, est une athlète éthiopienne spécialiste du fond. Elle remporte le marathon des Mondiaux 2023.

## Carrière
En 2022, Amane Beriso devient la troisième meilleure performeuse mondiale de tous les temps lors du marathon de Valence en réalisant 2 h 14 min 58 s.
Le 26 août 2023, elle remporte le marathon des championnats du monde 2023 en 2 h 24 min 23 s devant sa compatriote Gotytom Gebreslase (2 h 24 min 34 s) et la Marocaine Fatima Ezzahra Gardadi (2 h 25 min 17 s).

## Palmarès
| Date | Compétition           | Lieu     | Place | Course   |
| ---- | --------------------- | -------- | ----- | -------- |
| 2023 | Championnats du monde | Budapest | 1re   | Marathon |

## Records
| Épreuve  | Performance     | Lieu    | Date            |
| -------- | --------------- | ------- | --------------- |
| Marathon | 2 h 16 min 58 s | Séville | 4 décembre 2022 |